# Etude gothique

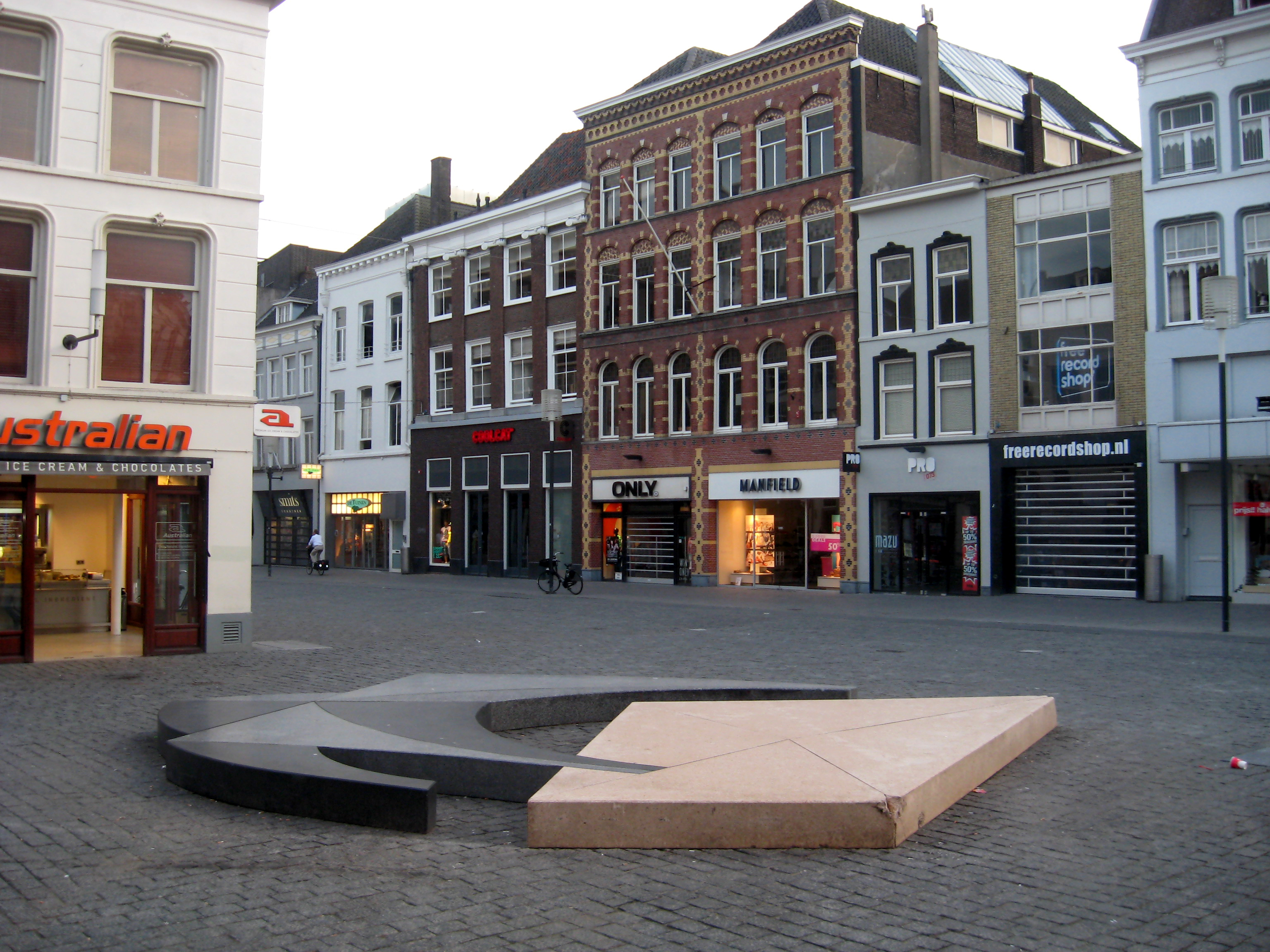
Etude gothique na de "herinrichting"

Etude gothique is een kunstwerk van de Nederlandse kunstenaar Marinus Boezem. Het kunstwerk heeft van 1985 tot 2018 op de Pensmarkt gestaan, vlak naast de Bossche Markt in 's-Hertogenbosch. Het beeld werd gemaakt in 1985 ter ere van het 800-jarig bestaan van 's-Hertogenbosch. Opvallend is dat het werk stond op het oudste en hoogste punt van 's-Hertogenbosch.

## Beeld
Etude gothique (vertaald uit het Frans: Gotische studie) is vervaardigd uit granito. Dit materiaal was voor de tijd dat het kunstwerk vervaardigd werd erg revolutionair in Nederland. Er werd gebruikgemaakt van drie kleuren; zwart, paars en grijs. Het beeld was 30 centimeter hoog en diende hierom tevens als zitplaats voor de Bosschenaren. Wat het beeld voorstelt is pas echt goed van bovenaf te zien: de neerslag van een gotisch kruisgewelf. De toplaag van het beeld was gepolijst en weerspiegelde dan ook de hemel. Het beeld stond schuin tegenover De Moriaan, het oudste bakstenen huis van Nederland.

## Tweede beeld
Begin 2008 begon de gemeente 's-Hertogenbosch met een uitgebreide herinrichting van de Markt. In deze nieuwe inrichting paste het kunstwerk volgens de gemeente niet. Het zou daarom moeten worden gesloopt en plaats maken voor een markering in de bestrating. Verschillende Bosschenaren zijn vervolgens tegen deze beslissing in gegaan, omdat het beeld een goede zitgelegenheid biedt. Om die reden besloot de gemeente daarom om het beeld enkele meters te verplaatsen in zuidelijke richting.
Echter, de staat waarin het beeld verkeerde bleek niet goed genoeg om het te kunnen verplaatsen. Het gebruikte granito bleek niet duurzaam genoeg te zijn. Daarom werd in overleg met Marinus Boezem besloten om een tweede Etude gothique te maken. Deze is iets hoger, om beter tegemoet te komen aan de wens van Bosschenaren voor de functie van het werk als zitplek. Het nieuwe beeld wordt opgeschoven en wordt in tegenstelling tot het eerste beeld van natuursteen gemaakt. Het oude beeld werd in de laatste week van februari 2008 verwijderd. Ook het tweede beeld raakte na loop van tijd beschadigd onder andere door aanrijdingen. Begin 2018 werd dit kunstwerk verwijderd, en vervangen door de aanplant van een 14 jaar oude iep. Voor een nieuwe locatie voor het kunstwerk zal nog worden gezocht.